# Euroceltic Airways
Euroceltic Airways – nieistniejąca irlandzka linia lotnicza, działająca w latach 2001–2003.

## Historia
Euroceltic Airways były linią lotniczą specjalizującą się w lotach krótkodystansowych. Założył je Diran Kazandjian w 1999 roku. W 2002 zostały przejęte przez Noela Hanleya. Licencję otrzymały 12 lutego 2001, a dwa dni później odbyły się inauguracyjne loty - z Waterford do Liverpoolu i Londynu. Wkrótce potem firma przeniosła się do Waterford, a w rozkładzie pojawiły się połączenia z Dublinem, Sligo i Donegal. W latach 2001–2002 zarząd firmy przedstawił ambitne plany rozwoju - m.in. połączenie lub przejęcie duńskiego NewAir, połączenia lotnicze z Waterford do innych części Europy i wreszcie rozbudowa lotniska w Waterford. Linia nie osiągała jednak planowanych dochodów. Kryzys rynku lotniczego po 11 września 2001 dodatkowo pogorszył sprawę. 21 stycznia 2003 roku firma zakończyła działalność.

## Flota
Flota Euroceltic Airways składała się z dwóch Fokkerów F27 noszących oznaczenia rejestracyjne G-ECAH i G-ECAT.

## Wypadki
2 listopada 2002 roku jeden z samolotów Euroceltic Airways miał wypadek na lotnisku w Sligo. W czasie lądowania pilot nie zdołał zatrzymać samolotu przed końcem pasa startowego i zakończył manewr z nosem w Zatoce Sligo. Ofiar nie było. Pasażerów, wśród których był irlandzki zespół rockowy Aslan, ewakuowano. Morska woda zniszczyła jednak kadłub samolotu i maszynę trzeba było spisać na straty. Wypadek ten stał się ostateczną przyczyną bankructwa firmy.